# Riu Mven

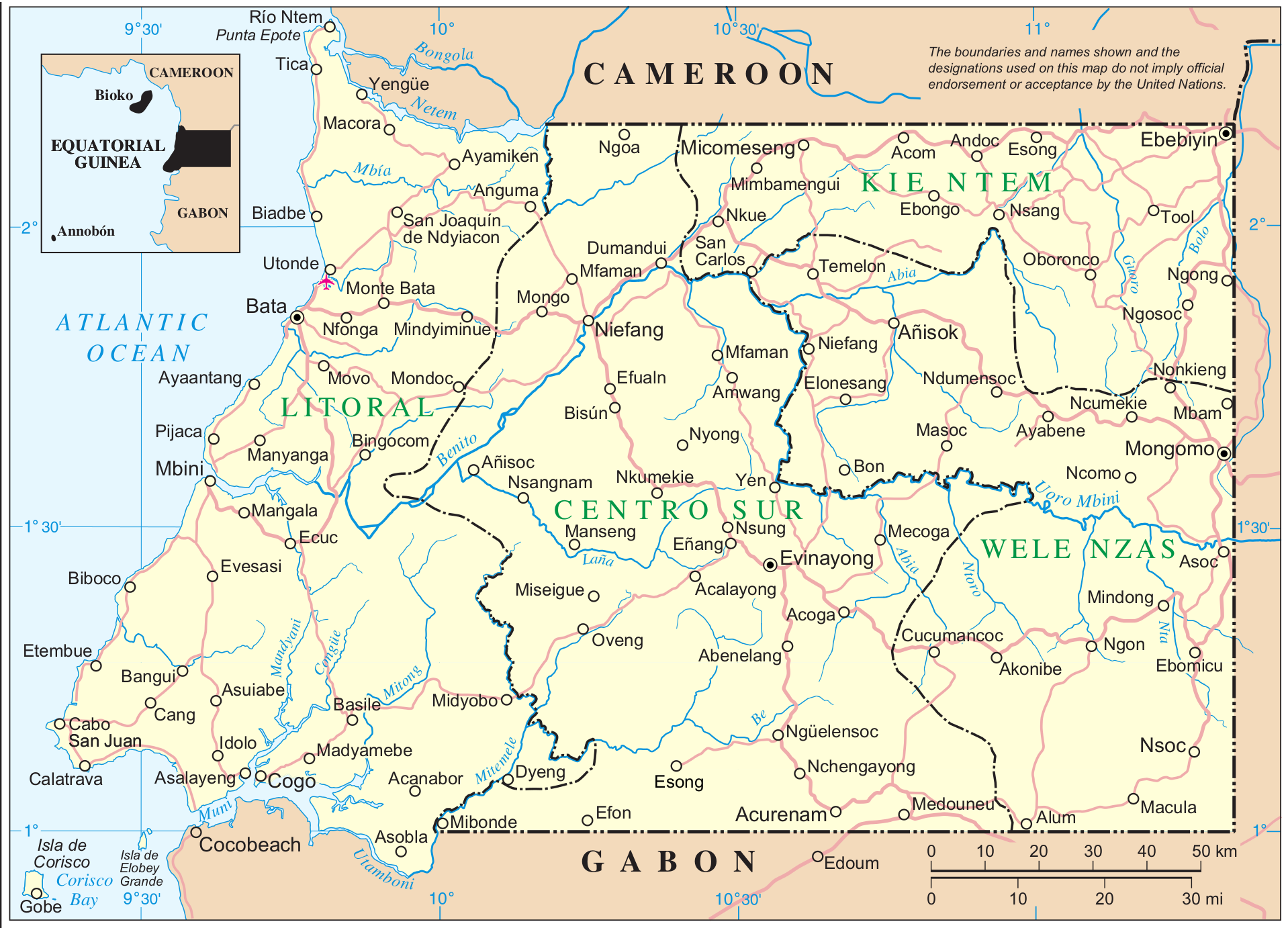
El riu es pot veure al sud-oest, cliqueu per veure

El riu Mven és un riu del sud-oest de la part continental de Guinea Equatorial. Forma part de l'estuari del Muni juntament amb el riu Mitimele, el riu Mitong, el riu Mandyani, el riu Utamboni i el riu Congue. El riu es transforma en riu Utamboni al llarg de la frontera amb Gabon.